# Banque populaire IX
Pour les articles homonymes, voir Banque populaire (homonymie).
Banque populaire IX est un maxi-trimaran équipé de foils lancé en octobre 2017. Conçu par le cabinet d'architectes VPLP, il est consacré à la course au large et la chasse aux records. Il est skippé par le navigateur français Armel Le Cléac'h. Il chavire une première fois en avril 2018, lors d'un convoyage pour relier Lorient à Nice, puis une seconde fois le 6 novembre lors de la Route du Rhum 2018. Ce second chavirage conduit à la destruction du trimaran, à la suite de la tempête qu'a subie le bateau et lors de son remorquage jusqu'à Vigo le 23 novembre 2018.

## Conception et caractéristiques
La conception du voilier est confiée en mars 2015 au cabinet d'architectes VPLP, assisté du bureau d'études de Team Banque populaire, profitant de leurs expériences communes accumulées avec la construction de Banque populaire V et l'évolution de Banque populaire VII, qui a servi de référence pour le plan de voilure et le plan de pont. Elle est entièrement tournée autour des foils, appendices permettant de soulever les coques hors de l'eau, et de leur gestion par un homme seul. 
Ces foils ont été conçus par Martin Fischer, ancien designer pour les défis de la coupe de l'America Groupama Team France et Luna Rossa Challenge. À la différence de Gitana 17, mis à l'eau trois mois avant Banque populaire IX, les foils sont orientables dans toutes les directions,. La coque centrale, les flotteurs et les bras de liaison ont été dessinés pour limiter leur trainée aérodynamique. Le trimaran étant avant tout consacré à la navigation en solitaire, toutes les manœuvres sont ramenées au cockpit central, protégé par une vaste casquette, donnant accès sur une cellule de vie réduite.
Faute de disponibilité dans les chantiers français, la construction de la coque centrale du trimaran est effectuée dans le chantier britannique Green Marine, sous la maîtrise d'ouvrage de CDK Technologies. Après vingt mois de chantier, le bateau est mis à l'eau le 30 octobre 2017 à Lorient, pour un coût initial de 10 millions d'euros.

## Historique
Banque populaire IX est mis à l'eau à Lorient le 30 octobre 2017, après deux ans de construction. L'objectif de l'hiver 2017-2018 est d'effectuer une série de tests afin de prendre en main le bateau et le perfectionner, puis de réaliser plusieurs transatlantiques afin de préparer la Route du Rhum 2018. Il effectue sa première sortie le 3 novembre 2017 au large de Lorient. Au cours de cette sortie en équipage complet, il dépasse les 35 nœuds et réalise son premier vol, en appui seulement sur ses foils et sa dérive centrale,. 
En février 2018, le bateau réalise sans encombre sa première traversée transatlantique entre Lorient et Pointe-à-Pitre en six jours avant de revenir à Lorient en faux solitaire, pour entrainer son skipper à la course en solitaire sur cette nouvelle monture. 
Le 14 avril 2018, le bateau chavire au large du Maroc lors de son convoyage pour participer à la Nice UltiMed,. Il est réparé aux ports de Vannes et Lorient pendant plusieurs semaines avant d'être remis à l'eau le 29 août 2018,.
Le 4 novembre 2018, Armel Le Cléac'h prend le départ de la Route du Rhum 2018 avec le trimaran. Il est victime d'un problème technique d'énergie quelques heures après le départ et est contraint d'effectuer une escale technique. Il rejoint à vitesse réduite le port de Roscoff afin de remplacer une pièce du système d'énergie et repart 35 minutes après être arrivée,. 
Le 5 novembre 2018, Armel Le Cléac'h rattrape son retard sur la tête de course et pointe à 42 miles de François Gabart à la fin de journée.
Le 6 novembre 2018 aux alentours de midi (heure française), alors que le bateau est avec le minimum de voilure possible, dans des vagues allant jusqu'à 5 mètres de haut, le flotteur bâbord rompt et il chavire dans le nord-est des Açores. Armel Le Cléac'h, seul à bord, est en sécurité à l'intérieur du bateau et peut déclencher sa balise de détresse. Il est secouru par un chalutier, en activité à proximité des lieux, vers 21 h 30,,.
Dans les jours qui suivent, un remorqueur est affrété afin de récupérer le trimaran, localisé par sa balise Argos. Le convoi arrive à Vigo en Espagne le 23 novembre 2018. Le constat est rapidement fait que le trimaran est intégralement détruit après avoir passé 17 jours à l'envers dans des conditions météo difficile ; comme le mentionne Ronan Lucas, directeur du Team Banque populaire : « Malgré tous nos efforts, avec la tempête, le bateau est intégralement disloqué et en l'état, sa reconstruction s'avère impossible. Nous sommes tous très tristes de cette issue lorsque l'on pense à toutes les personnes ayant contribué à ce fabuleux projet. Nous sommes à pied d'œuvre pour imaginer la suite de cette magnifique histoire avec Banque populaire. ». Le sponsor décide dès lors de lancer la construction d'un nouveau trimaran.

## Palmarès
Le bateau n'a participé officiellement qu'à une seule course, la Route du Rhum 2018, à laquelle son skipper abandonne deux jours après le départ, à la suite du chavirage du 6 novembre 2018.